# Bohutice
 (avril 2021).
Si vous disposez d'ouvrages ou d'articles de référence ou si vous connaissez des sites web de qualité traitant du thème abordé ici, merci de compléter l'article en donnant les références utiles à sa vérifiabilité et en les liant à la section « Notes et références ».
Bohutice (en allemand : Bochtitz ou Pochtitz) est une commune du district de Znojmo, dans la région de Moravie-du-Sud, en République tchèque. Sa population s'élevait à 647 habitants en 2020.

## Géographie
Bohutice se trouve à 8 km au sud-est de Moravský Krumlov, à 27 km au nord-est de Znojmo, à 30 km au sud-ouest de Brno et à 184 km au sud-est de Prague. La frontière autrichienne se trouve à quelque 30 km au sud.
Pendant le protectorat de Bohême et Moravie (1939-1945), la frontière du protectorat passait à 2 km au sud du village qui mène de Miroslav à Pravlov[pas clair].
La commune est limitée par Lesonice (en allemand : Lisznitz) au nord-ouest, par Olbramovice (Wolframitz) au nord-est et à l'est, par Našiměřice (Aschmeritz) au sud-est, et par Miroslavské Knínice (Deutsch Knönitz) au sud-ouest.

## Patrimoine
- Le château de Bohutice, construit dans le style Renaissance au début du XVIIe siècle, au lieu d'une forteresse détruite vers la fin du XVIe siècle.
- Exposition avec 48 statues en bois de Chemin de la Croix situées dans le château, créées par Bohumil Bek en 1938 sur commande du pasteur František Prášek. Elle a été ouverte en 2007 grâce aux efforts de l'ancien maire Pavel Štefka.
- Église de l'Assomption, inaugurée en 1870.
- Grotte de Lourdes et trois stations du Chemin de la Croix, inaugurée le 22 juillet 1928, créée sur commande du pasteur František Prášek.
- Statues de quatre saints qui se trouvent dans les environs de Bohutice.
- Petite chapelle dans le cimetière derrière le village, tombeau de la famille Seydl.
- Quatre caves à vin, nommées d'après les quatre saints, St. Michael, St. Florian, St. Wenzel et St. Johann.

## Transports
Le village se trouve sur l'ancienne ligne de chemin de fer qui menait de Brno à Vienne (Gare de l'Est, Wien Ost-Bahnhof). La distance de Bohutice à Vienne par le chemin de fer est de 114,1 km, celle de Bohutice à Brno de 40 km. Depuis 1945, il n'est plus possible de voyager par cette ligne jusqu'à Vienne, car le pont de la rivière Dyje (en allemand : Thaya) a été détruit par les partisans tchèques et jamais reconstruit.